# Steirodon maroniensis
Steirodon maroniensis är en insektsart som beskrevs av Emsley 1970. Steirodon maroniensis ingår i släktet Steirodon och familjen vårtbitare. Inga underarter finns listade i Catalogue of Life.